# ABii National

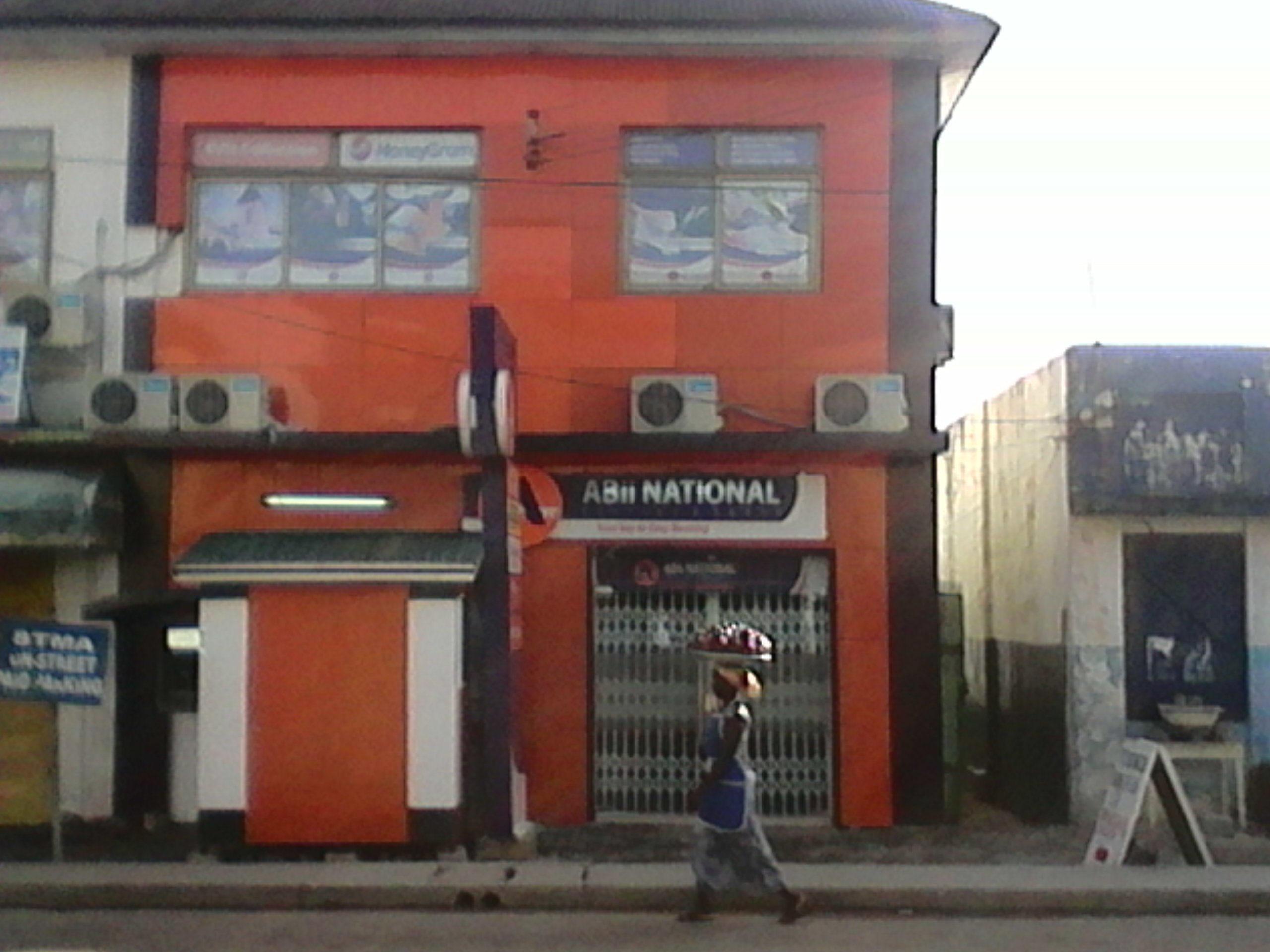
ABii National Bank, Такораді

ABii National — ощадна та кредитна компанія в Гані, що надає фінансові послуги.
ABii National була створена як компанія із заощаджень та позик, як це визначено в законодавстві Гани, у 2011 році. У лютому 2013 року Банк Гани надав компанії тимчасову ліцензію банку, і у вересні того ж року був переведений на повну ліцензію. До цього часу компанія мала шість відділень. У березні 2015 року в Такораді було відкрито сьоме відділення, у компанії близько 10,000 постійних клієнтів.
Головний офіс знаходиться  в Аккрі,, ABii National  є дочірньою компанією Tobinco.